# 5552 Студнічка
5552 Студнічка (5552 Studnička) — астероїд головного поясу, відкритий 16 вересня 1982 року.
Тіссеранів параметр щодо Юпітера — 3,276.